# Guylman Ilkin
 (mai 2022).
Guylman Ilkin (en azéri: Qılman İsabala oğlu Musayev ; né le 28 avril 1914 à Bakou, Empire russe et mort le 6 novembre 2009 à Bakou, Azerbaïdjan) est un écrivain soviétique azerbaïdjanais, enseignant, journaliste, correspondant de guerre.

## Biographie
Guylman Ilkin est né dans le village de Mardakan, banlieue de Bakou. Il étudie au Collège pédagogique, puis à l'Institut pédagogique d'Azerbaïdjan. Il commence sa carrière comme directeur et enseignant à l'école rurale Akhmedobin de la région de Khatchmaz, puis travaille pour le journal Gandj Ichtchi (jeune travailleur), ainsi qu'à la maison d'édition Uşaqgəncnəşr.

## Parcours professionnel
Pendant la Grande Guerre patriotique, Guylman Ilkin sert de correspondant de guerre sur les fronts du Caucase du Sud et du Nord, ainsi qu'en Iran, où il travaille à la rédaction du journal Veten Yolunda publié à Tabriz. Après la guerre, il est nommé secrétaire scientifique du Comité du Jubilé pour la célébration du 800e anniversaire de Nizami, maître de conférences à l'Université d'État d'Azerbaïdjan, rédacteur en chef et directeur d'Azerneshr (maison d’édition), rédacteur en chef du magazine Azerbaïdjan en 1963–1967. Commençant sa carrière littéraire avec l'histoire Une ville blessée, les années suivantes l’écrivain crée les livres Sur les routes de vie, Quartier des montagnards, Madame Guedri, Vent du nord, Porte de la mer, Pierre avec inscription, Bakou et ses habitants et d’autres.
Basé sur l'un de ses romans Bataillon-rebel, un long métrage a été tourné sous le nom Le bataillon insoumis. Des pièces telles que Chirurgiens, Conte de Taїga, Il n’y a pas de retour en arrière sont devenues les sujets de pièces télévisées du même nom.

## Filmographie
- 1958 - Les ombres rampent
- 1965 - Bataillon insoumis
- 1970 - Général

## Récompenses et titres
- Ordre du Drapeau Rouge du Travail (28.10.1967).
- Ordre du diplôme de la Seconde Guerre patriotique.
- Médaille "Pour la Distinction du Travail" (06/09/1959).
- Écrivain populaire d'Azerbaïdjan (27.01.2003).
- Artiste émérite de la RSS d'Azerbaïdjan (1989).
- Prix d'État de la RSS d'Azerbaïdjan du nom de Mirza Fatali Akhundov (1967).
- Prix Humay.